# Margherita Sarrocchi

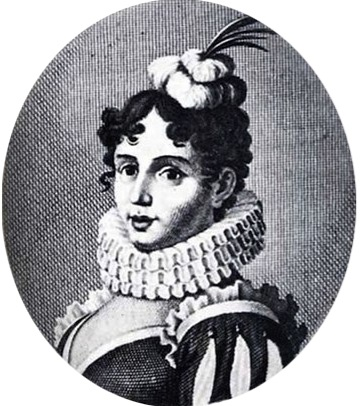
Margherita Sarrocchi

Margherita Sarrocchi (geboren um 1560 in Gragnano; † 20. Oktober 1617 in Rom) war eine römische Dichterin, Korrespondentin von Galileo Galilei und eine der wenigen Frauen in der Accademia degli Umoristi in Rom.

## Leben
Margherita Sarrocchi wurde als Tochter von Giovanni Sarrocchi geboren, der zum Hofstaat von Kardinal Guglielmo Sirleto gehörte. Geboren wurde sie in Gragnano in der Nähe von Castellammare di Stabia bei Neapel in Kampanien, ihr genauer Geburtstag und der Name ihrer Mutter sind nicht bekannt.

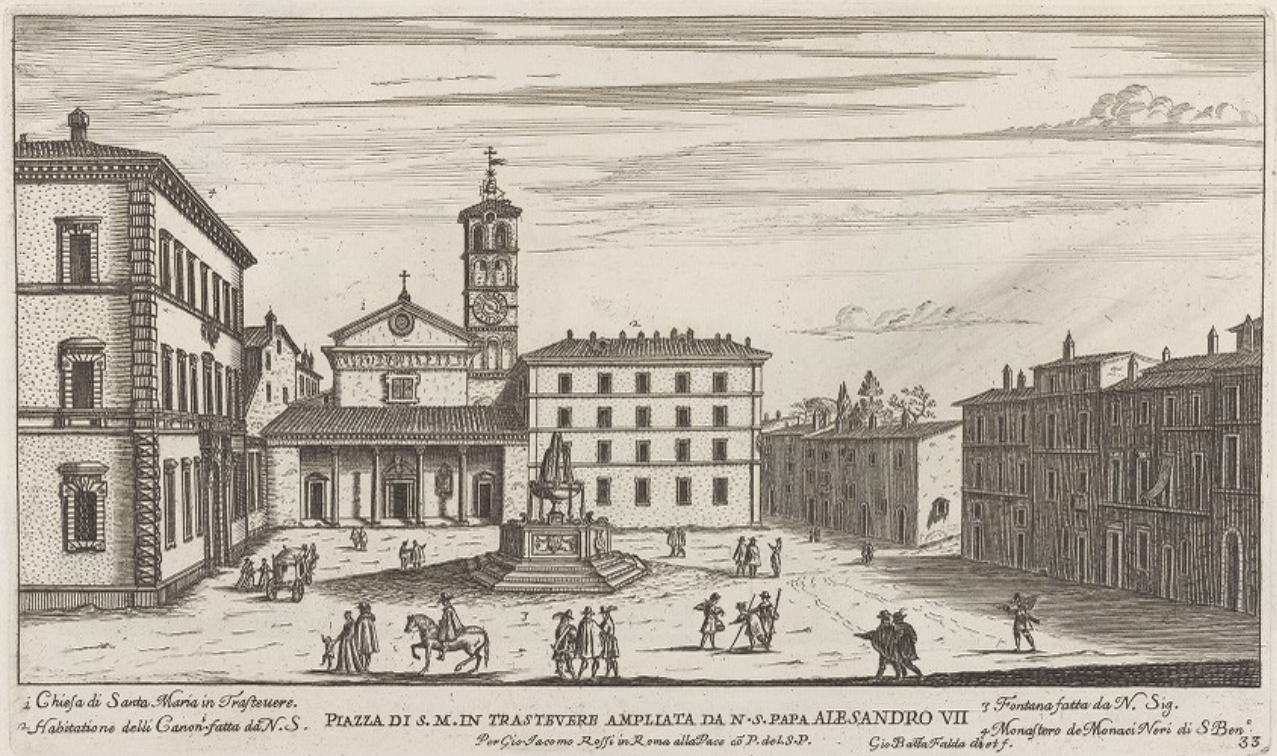
Santa Maria in Trastevere mit dem Kloster der Benediktinerinnen, 1665

Nach dem Tod des Vaters wurde sie im Alter von etwa fünf Jahren im Kloster Santa Maria in Trastevere in Rom untergebracht, in der die Töchter der römischen Adelsfamilien unterrichtet wurden. Margherita stand unter der Protektion von Guglielmo Sirleto, der damals Bibliothekar an der Biblioteca apostolica war, und der für eine sorgfältige, humanistische Ausbildung Margheritas auch außerhalb des damals für Mädchen üblichen Bildungskanons sorgte. Sie erhielt Unterricht in allen Fächern des Quadrivium und zusätzlich Mathematikunterricht von Luca Valerio, der am Pontificio Collegio Greco lehrte, und sie wurde von dem renommierten Juristen Rinaldo Corso in Griechisch unterrichtet.
Sie war befreundet mit Beatrice Cenci, die ihr, nachdem sie zum Tode verurteilt worden war, eine Summe Geld zur Erziehung ihres Sohnes hinterließ.
Mit 28 Jahren heiratete sie Carlo Biraghi oder Berado, Literat und Mitglied der Accademia dei Raffrontati.
In Rom führte das Paar eine Art Salon, in dem Gelehrte, Künstler und Mitglieder des römischen Adels, zu denen seit ihrer Zeit im Internat in Trastevere Kontakte bestanden, zu Gast waren. 1613 wurde sie Witwe.
In ihrem Salon waren u. a. Aldus Manutius der Jüngere, der damalige Leiter der Päpstlichen Druckerei, Federico Cesi, der Gründer der Accademia dei Lincei, und die Dichter Torquato Tasso, Francesco Della Valle (1590–1627) und Giovan Battista Marino zu Gast. Mit Marino hatte sie eine heftige Liebesaffäre, die allerdings in einem erbitterten Streit, öffentlichen Polemiken Marinos gegen Margherita und endgültiger gegenseitiger Abneigung endete.
Nach der Übersiedlung Galileis 1611 nach Florenz begann zwischen ihnen ein Briefwechsel u. a. über Sidereus Nuncius, der fast ein Jahr lang dauerte.
Sie war Mitglied der Accademia degli Oziosi in Neapel, seit 1602 der Accademia degli Umoristi in Rom und später in der Accademia degli Ordinati, die im Haus des Kurienkardinals Giovanni Battista Deti tagte.
Sie starb am 29. Oktober 1617 und wurde in der Kirche Santa Maria sopra Minerva bestattet.

## Literarisches Werk
Margherita Sarrocchi war seit ihrer Jugend schriftstellerisch tätig. Ihr meisten Arbeiten sind nicht erhalten, sondern nur durch Zeugnisse von Zeitgenossen überliefert. Demnach hat sie u. a. einen Essay über die Theoreme des Euklid geschrieben, eine lateinische Abhandlung über das Problem „Prädestination und Freiheit“ sowie einen Kommentar zu Petrarca.
Sie übersetzte das Gedicht Hero und Leander von Musaios ins Italienische und schrieb Gedichte, die in zeitgenössische Anthologien eingegangen sind.
Ihr literarisches Hauptwerk ist das Historienepos „Scanderbeide“, an dem sie jahrelang gearbeitet hat. In dem Versepos, das erste von einer Frau geschriebene Beispiel in dieser literarischen Gattung überhaupt, geht es um die Heldentaten des albanischen Militärführers Skanderbeg. Skanderbeg war als Geisel am Hof des osmanischen Sultans zum Islam übergetreten, hatte dort Karriere gemacht, 1443 die Seiten gewechselt und ein Vierteljahrhundert im Dienste Venedigs und des Königreich Neapel gegen die Osmanen gekämpft. In ihrem Epos wechseln farbig geschilderte Schlachtenszenen ab mit romantischen Episoden und detaillierten Charakteranalysen.
Die erste gedruckte Ausgabe von 1609 ist eine Rohfassung, bestehend aus 14 canti mit 7.500 Zeilen, die nach ihrem Tod im Jahre 1623 gedruckte Ausgabe umfasst 23 canti mit ca. 18.000 Zeilen.

## Schriften
- La scanderbeide, poema heroico. Della sigra. Margherita Sarrocchi. Fei, Roma, 1623.

Unvollständige Erstausgabe, da Lepido Facij, 1606.
- Scanderbeide. The Heroic Deeds of George Scanderbeg, King of Epirus. Ed. and transl. by Rinaldina Russell. Chicago, London: University of Chicago Press  2006. ISBN 978-0-226-73508-5  (Prosaübersetzung)